# Auto-handicap
 (novembre 2018).

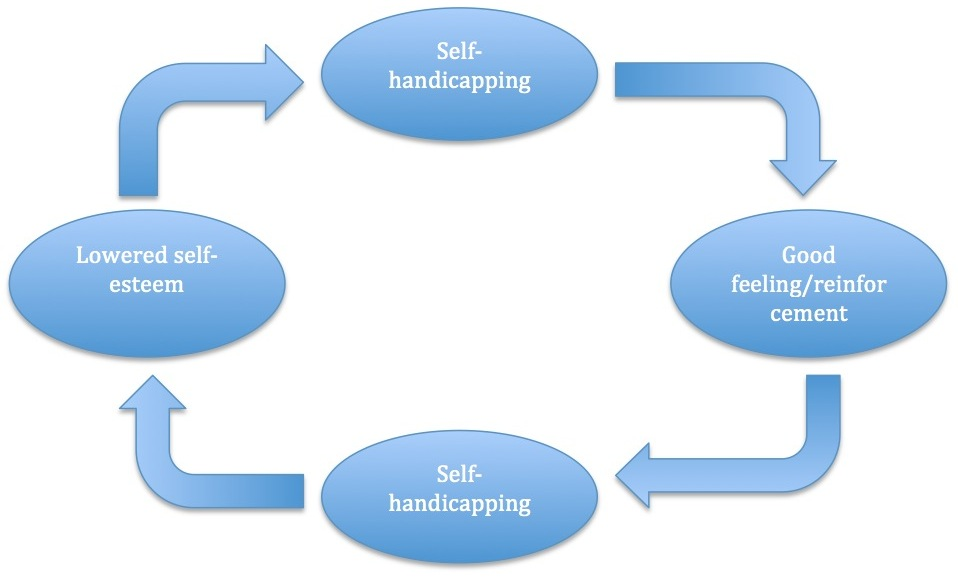
Schéma du cycle de consolidation de l'auto handicap.

L’auto-handicap (en anglais self-handicapping) est un mécanisme de défense qui consiste à se donner soi-même un handicap pour une tâche à accomplir, particulièrement lorsqu'elle nous inquiète (par exemple passer un examen). Ce handicap permet de protéger l'image de soi en attribuant un échec ou résultat médiocre au handicap au lieu de soi-même. C'est donc également un biais d'attribution causale particulier, consistant ici à attribuer un échec à des causes externes plutôt qu'à un manque de compétence, ou plus justement à un ensemble de facteurs impliquant soi-même en premier lieu. Il s'agit aussi d'une sorte de rationalisation, précisément de "se fabriquer des excuses", mais ici à l'avance grâce au prétendu handicap.
Dans certains cas, il s'agit de préserver l'image de soi auprès d'autrui plutôt que sa propre estime de soi —bien que l'un n'empêche pas l'autre. Bien que le handicap affirmé soit parfois véritable, dans ces cas-là en particulier il peut aussi bien être exagéré, déformé, voire inventé ; ou encore similaire à ce qu'autrui doit également surmonter (mais la façon de dire masque parfois ce fait).
Le mécanisme d'auto-handicap a été identifié par Edward E. Jones et Steven Berglas et principalement étudié par la psychologie anglophone. Deux types d'auto-handicap sont distinguées :
- L'auto-handicap comportemental (behavioral) consiste à agir de façon handicapante (par ex. mal se préparer, arriver en retard, "oublier" quelque chose…).
- L'auto-handicap prétendu (claimed) consiste à évoquer des handicaps physiques ou psychiques (manque de sommeil, mauvais outils, douleurs, déprime…).

D'autres auteurs (Berjot et Gillet) parlent de stratégie d'auto-handicap dans le cas où le stress qu'engendre une situation nous amène à penser que la situation est une menace. Dans ce cas nous pourrions avoir recours à une stratégie d'auto-handicap avec comme motivation, la protection ou le rehaussement de l'identité personnelle.